# کاتوبار

عرشه پرواز ناو هواپیمابر یواس‌اس دوایت آیزنهاور که مکانیزم سامانه کاتوبار را نشان می‌دهد

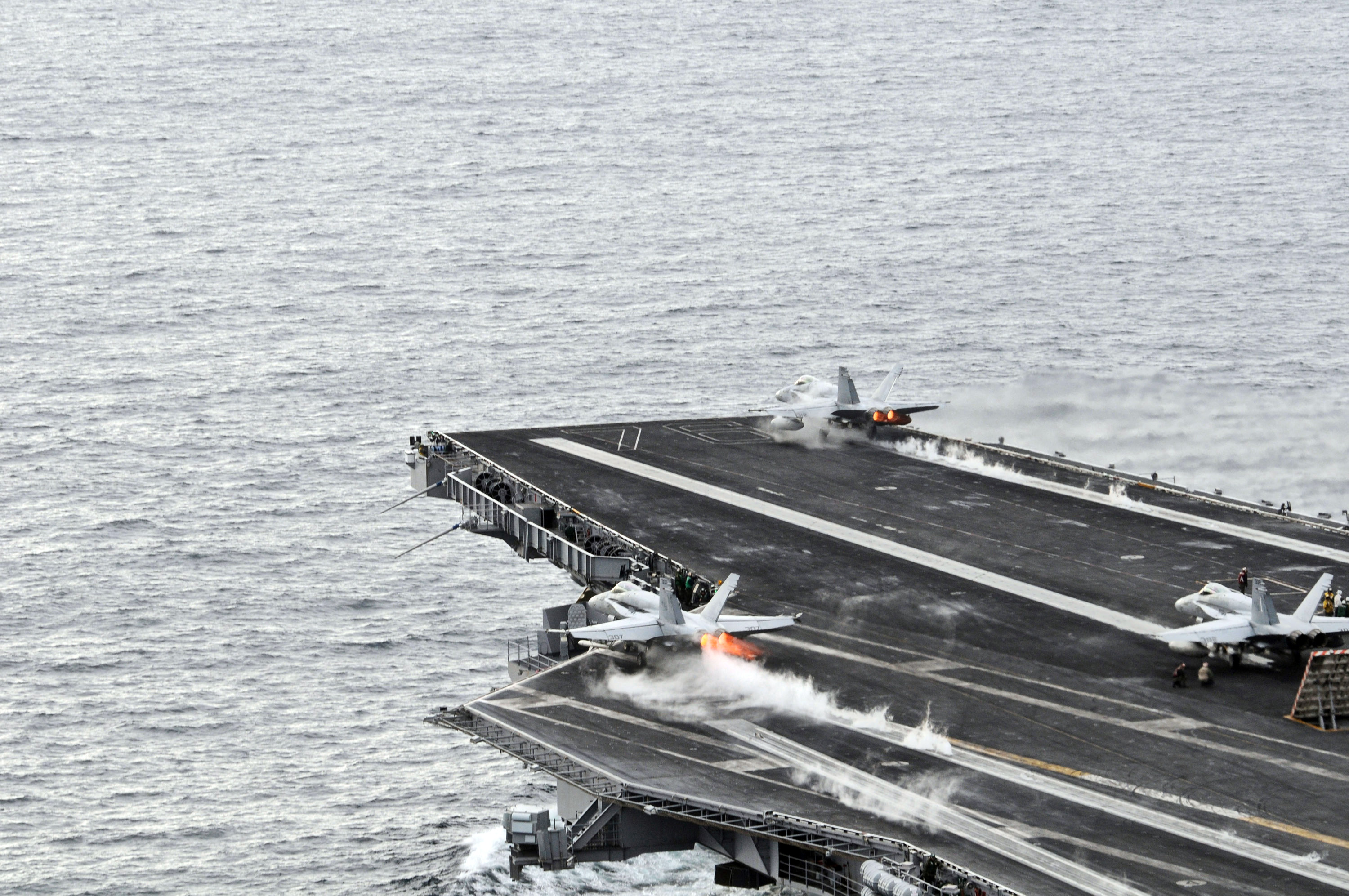
Catapult launches aboard USS Ronald Reagan

کاتوبار (انگلیسی: CATOBAR) کوته‌نوشت "Catapult Assisted Take-Off Barrier Arrested Recovery" سامانه‌ای است که برای پرتاب و بازیابی هواپیما از عرشه پرواز یک ناو هواپیمابر از آن استفاده می‌شود. بر اساس این تکنیک، هواپیما در یک برخاست به کمک منجنیق پرتاب می‌شود و در مرحلهٔ بازگشت (استوبار) با بهره‌گیری از کابل‌ها بر روی کشتی فرود می‌آید.
هرچند این سیستم نسبت به روش‌های جایگزین پرهزینه‌تر است، اما انعطاف‌پذیری بیشتری را در طول عملیات فراهم می‌کند، زیرا عناصر طراحی سخت‌تری را در مقایسه با روش‌های جایگزین پرتاب و بازیابی مانند STOVL یا STOBAR هواپیماهای بال ثابت را مهار می‌کند و امکان بارگیری بیشتر برای مهمات و سوخت بیشتر را فراهم می‌کند. / یا سوخت کاتوبار می‌تواند هواپیماهایی را پرتاب کند که نسبت رانش به وزن بالایی ندارند، از جمله هواپیماهای غیرجنگنده سنگین‌تر مانند نورثروپ گرومن ئی-۲ هاوکی و گرومن سی-۲ گریهوند
کاتوبار مورد استفاده در ناوهای مدرن، بر پایهٔ سازوکار پرتابهٔ فشار بخار است. از نکات مثبت چنین سازوکاری می‌توان به میزان قدرت و پایش آن اشاره کرد هر چند، در طول جنگ جهانی دوم نیروی دریای آمریکا از یک کاتوبار هیدرولیکی هم استفاده کرد. امروزه ناوهای هواپیمابر کلاس جرالد آر. فورد نیروی دریایی ایالات متحده آمریکا از سازوکار پرتابه الکترومغناطیسی به جای سامانه‌های پرتاب با نیروی فشار بخار استفاده می‌کنند که به جای فشار بخار، از یک موتور خطی بهره می‌جویند